# Флагелантство

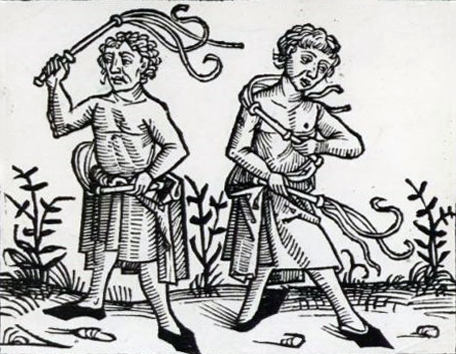
Флагеланти

Флагелантство (лат. flagellare — хльостати, шмагати, бити, мучити; лат. flagellum — бич, батіг) — рух, що виник у XIII столітті. Флагеланти як один із засобів умертвіння плоті використовували самобичування, яке могло бути як публічним, так і келійним.

## Опис
Як знаряддя для умертвіння і покарання плоті кожен флагелант мав із собою бич або батіг із трьома хвостами, що мав багато вузлів, у кожному з яких сиділи шипи довжиною з палець, які при ударі встрягали в тіло з такою силою, що «для виймання їх часом був потрібен додатковий ривок». Прийшовши до міста, вони, як правило, збиралися в місцевій церкві, де, роздягнувшись до бре (полотняні кальсони), робили хресну ходу з піснями й молитвами, після чого вкладалися на підлозі в позі, що відповідає гріху, спокути якого шукали (перелюбники — на животі, вбивці — на спині, кривоприсяжники — з пальцями, притиснутими до губ тощо), після чого починалася церемонія самобичування, яка закінчувалася лише тоді, коли «кров починала струмувати по них струмками до самих щиколоток».

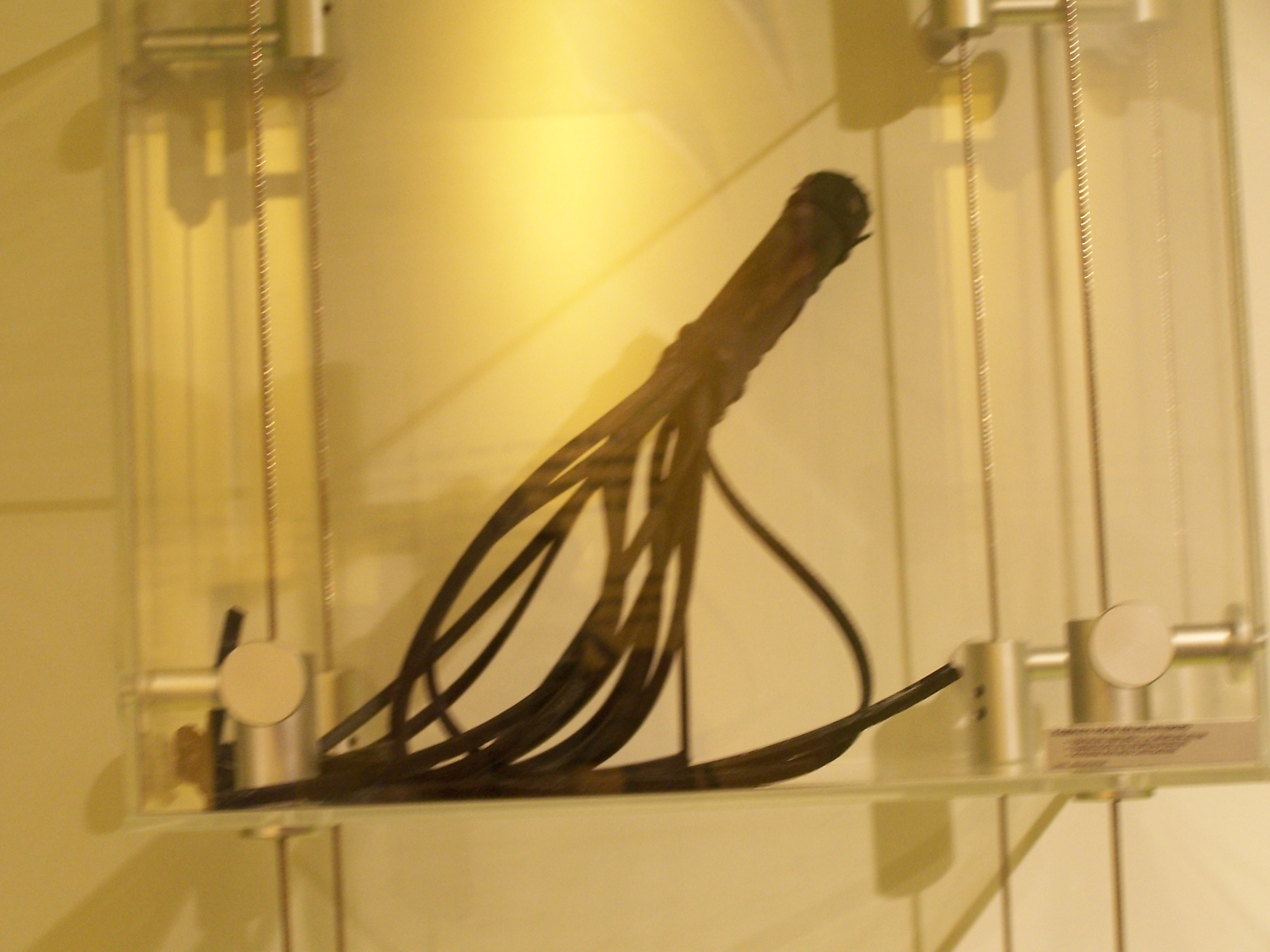

Флагеланти проповідували жорстку аскезу, відмовляючись не лише від інтимних стосунків із жінками, але й від розмов із ними, у разі порушення заборони належало прилюдне каяття перед керівником. Їжа приписувалася лише найпростіша, спати дозволялося виключно на соломі — подібна фанатична відданість вірі викликала величезну повагу населення, і всюди, куди вони прибували, флагелантів оточував натовп, що наперебій пропонував їм стіл і ночівлю.
Збереглися й інші відомості, так, швейцарські солдати, якщо вірити повідомленням тодішніх хронік, на привалі танцювали з місцевими дівчатами, «відпускаючи жарти щодо сумних флагелантів», однак, подібний скепсис був, радше, винятком із правила.

## Історія
Масові самобичування практикувалися також як знак загального покаяння. Перше велике масове самобичування такого роду відбулося в Північній Італії під впливом францисканця Антонія Падуанського.
У XIII столітті Йоахим Флорський написав трактат, у якому позначив дату кінця світу — 1260 рік, а оскільки його пророцтва збувалися[джерело?], то це викликало паніку і хвилю масового самобичування.
У період пандемії чуми 1348–1349 років процесії самобичувальників поширилися по всій південній та центральній Європі. Спочатку церква ставилася до флагелантства, як одного з видів аскези, проте згодом подібну діяльність стали засуджувати, а 1349 року папа Климент VI заборонив флагелантство.

## Культура
Флагеланти створили власну літературу — лауди (покутні піснеспіви).
Лауди (лат. laudo — гімн, хвала, уславлення) — це примітивні пісні під народні мелодії. Мова лауд — це народна жива мова, яка протиставлялася традиційній католицькій латині, крім того, кожен лауд несе відбиток діалекту. Лауди дійшли до нас у збірках — лаударіях (наприклад, збірка «Урбінський лауд», яка включає 72 лауди). З погляду стилістичного аналізу, в лаудах зустрічаються найпростіші синтаксичні конструкції, рима ґрунтується на дієслівних закінченнях або ж на одній і тій самій формі слова (наприклад, «planga la terra, planga lo mare, planga lo pesce, ke son notare, plangan le bestia nel pascolare, plangan l'aucelli nel lor volare, plangano fiumi e rigareli» і т. д.).

## У культурі

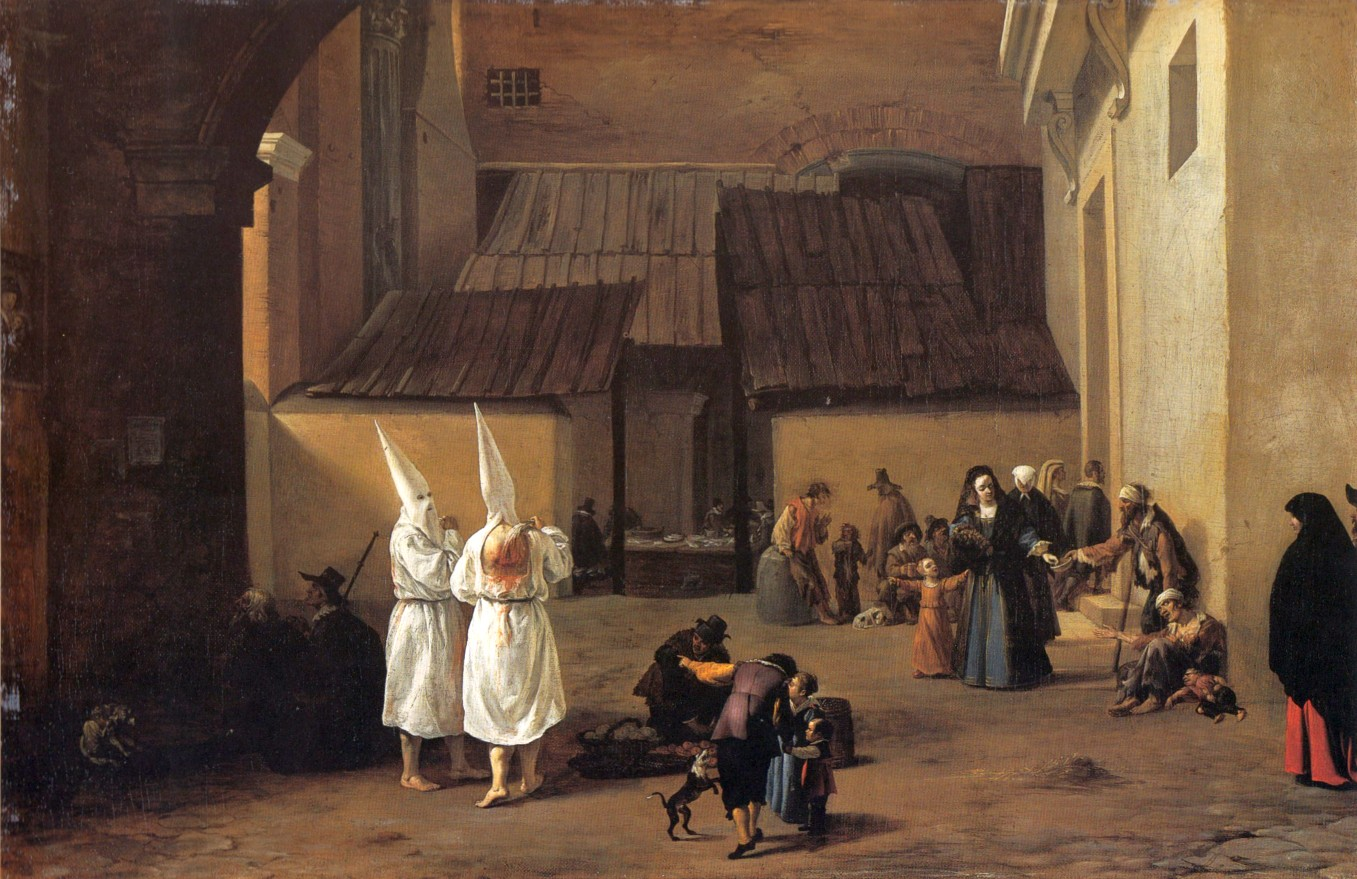
Пітер ван Лар. «Флагелланти», 1635 р.

- У живописі Італійського Відродження неодноразово зустрічаються сюжети з самобичуванням, наприклад на зворотному боці картини Антоніо да Фіренце «Мадонна з Немовлям, святим єпископом, Іваном Хрестителем і ангелами» зображено двох монахів-капуцинів з бичами.
- Сьома печатка — 1957 рік, режисер Інгмар Бергман.
- Ім'я троянди — 1986 рік, режисер Жан-Жак Анно.
- Rosenrot (пісня) — 2005 рік, кліп на однойменну пісню гурту Rammstein.
- Чорна смерть — 2010 рік, режисер Крістофер Сміт.
- У сеттінгу Warhammer Fantasy Battles[ru] і заснованих на ньому комп'ютерних іграх флагеланти належать до Імперії. Це зневірені адепти бога Сигмара, які вважали, що кінець світу неминучий і вони мають зустріти його, борючись з ворогами Імперії та їхнім богом. Хоча вони погано озброєні та навчені, ці фанатики безстрашно кидаються на поплічників Хаосу і ніколи не відступають.
- Darkest Dungeon: The Crimson Court (гра) — 2017 рік, один з героїв — самобичувальник.
- Army of the Night — 2015 рік, кліп на однойменну пісню групи Powerwolf.